# Ихтегем
Ихтегем (на нидерландски: Ichtegem) е селище в Северозападна Белгия, окръг Остенде на провинция Западна Фландрия. Населението му е около 13 400 души (2006).